# (1735) ITA
(1735) ITA es un asteroide perteneciente al cinturón de asteroides descubierto el 10 de septiembre de 1948 por Pelagueya Fiodórovna Shain desde el observatorio de Simeiz en Crimea.
El nombre está formado por las iniciales del Instituto de Astronomía Teórica de San Petersburgo: Institute for Theoretical Astronomy.